# 扎克·施托佩尔摩尔
扎克·施托佩尔摩尔（英語：Zach Stoppelmoor，1999年5月11日—），美国男子速度滑冰运动员，2025年四大洲速度滑冰锦标赛男子短距离团体追逐金牌得主、2025年世界单程距离速度滑冰锦标赛男子短距离团体追逐铜牌得主。